# Scorpiops novaki
Espèce
Synonymes
- Euscorpiops novaki Kovařík, 2005
- Euscorpiops karschi Qi, Zhu & Lourenço, 2005

Scorpiops novaki est une espèce de scorpions de la famille des Scorpiopidae.

## Distribution
Cette espèce est endémique du Tibet en Chine. Elle se rencontre à Linzhi dans les xians de Bomi et le Zayü.

## Description
Le mâle holotype mesure 47,0 mm. Scorpiops novaki mesure de 44 à 49 mm.

## Systématique et taxinomie
Cette espèce a été décrite sous le protonyme Euscorpiops novaki par Kovařík en 2005. Elle est placée dans le genre Scorpiops par Kovařík, Lowe, Stockmann et Šťáhlavský en 2020 qui dans le même temps placent Euscorpiops karschi en synonymie.

## Étymologie
Cette espèce est nommée en l'honneur de Jindřich Novák.

## Publication originale
- Kovařík, 2005 : « Three New Species of the Genera Euscorpiops Vachon, 1980 and Scorpiops Peters, 1861 from Asia (Scorpiones : Euscorpiidae, Scorpiopinae). » Euscorpius, no 27, p. 1–10 (texte intégral).